# Jonathan Angel
Jonathan Joseph Angel (San Francisco, 25 april 1977) is een Amerikaans acteur.
Jonathan Angel werd in San Francisco geboren, maar groeide op in Rancho Murietta. Hij is de zoon van Joe Angel, de aankondiger van het Florida Marlins basketbalteam. Jonathan is de jongste van de familie en heeft nog een oudere broer en zus. Net als zijn vader houdt Angel van sport: Hij speelt graag basketbal, softbal en golf.
Toch wilde Angel liever een carrière als acteur dan in de sportindustrie. Angel speelde op het begin van zijn carrière in reclames. Hij brak door in 1993 toen hij een van de hoofdrollen kreeg in de sitcom Saved by the Bell: The New Class. Hij is nog altijd goed bevriend met ex-collega Isaac Lidsky. Angel stapte na drie seizoenen uit de serie.
Tegenwoordig werkt Angel als bodyguard. Toch probeert hij nog steeds een comeback te krijgen. Hij was in 2006 te zien in coming to america. De film werd echter geen succes.